# Silnice II/447
Silnice II/447 je silnice II. třídy, která vede z Litovle do Šternberka. Je dlouhá 15,3 km. Prochází jedním krajem a jedním okresem.

## Vedení silnice

### Olomoucký kraj, okres Olomouc
- Litovel (křiž. II/449)
- Tři Dvory
- Pňovice (křiž. II/446, peáž s II/446)
- Žerotín (křiž. II/446, III/4472, III/4473, peáž s II/446)
- Hnojice (křiž. III/44613, III/4474, III/4476)
- Lužice
- Šternberk (křiž. II/444)